# Baxinho
José Roberto Martins Macedo (São Paulo, 22 de fevereiro de 1952 - São Paulo, 3 de dezembro de 2003) mais conhecido como Baxinho, foi um baterista e percussionista brasileiro, em São Paulo, tocando com Gal Costa, Novos Baianos, A Cor do Som, Tutti Frutti, entre outros.

## Discografia

### ComoIntegrantedo grupo OsNovos Baianos
- 1970 – É Ferro na Boneca (RGE)
- 1972 – Acabou Chorare (Som Livre)
- 1973 – Novos Baianos F.C. (Continental)
- 1974 – Novos Baianos (Continental)
- 1974 – Vamos pro Mundo (Som Livre)
- 1976 – Caia na Estrada e Perigas Ver (Tapecar)
- 1977 – Praga de Baiano (Tapecar)
- 1978 – Farol da Barra (CBS)
- 1997 – Infinito Circular (Globo Records/Polydor)

### ComPepeu Gomes
- 1978 - Geração do som (CBS)
- 1979 - Na terra a mais de mil (Elektra/ WEA)
- 1980 - Ao vivo em Montreux (Elektra/ WEA)
- 1981 - Pepeu Gomes (WEA Discos)
- 1982 - Um raio laser  (WEA Discos)
- 1983 - Masculino e Feminino  (Discos CBS)
- 1985 - Energia Positiva  (Discos CBS)
- 1988 - Pepeu Gomes (WEA Discos)
- 1990 - Moraes e Pepeu (WEA Discos)
- 1993 - Pepeu Gomes (Warner Music; WEA Discos)
- 1998 - Pepeu Gomes - 20 Anos Discografia Instrumental (Natasha Records)

### Com Baby Consuelo
- 1978 - O Que Vier Eu Traço - Baby Consuelo (Discos CBS)
- 1979 - Pra enlouquecer - Baby Consuelo (Elektra/ WEA)
- 1980 - Ao Vivo Em Montreux - Baby Consuelo (Elektra/ WEA)
- 1981 - Canceriana Telúrica - Baby Consuelo (WEA Discos)
- 1982 - Cósmica - Baby Consuelo (WEA Discos)
- 1984 - Kryshna Baby - Baby Consuelo (Discos CBS)
- 1985 - Sem Pecado e Sem Juízo - Baby Consuelo (Discos CBS)

### Participações
- 1971 - Fa-tal: Gal a todo Vapor - Gal Costa (Polygram/Philips Records)
- 1995 Banda Metamorfose e Marcelo Francis.

## 

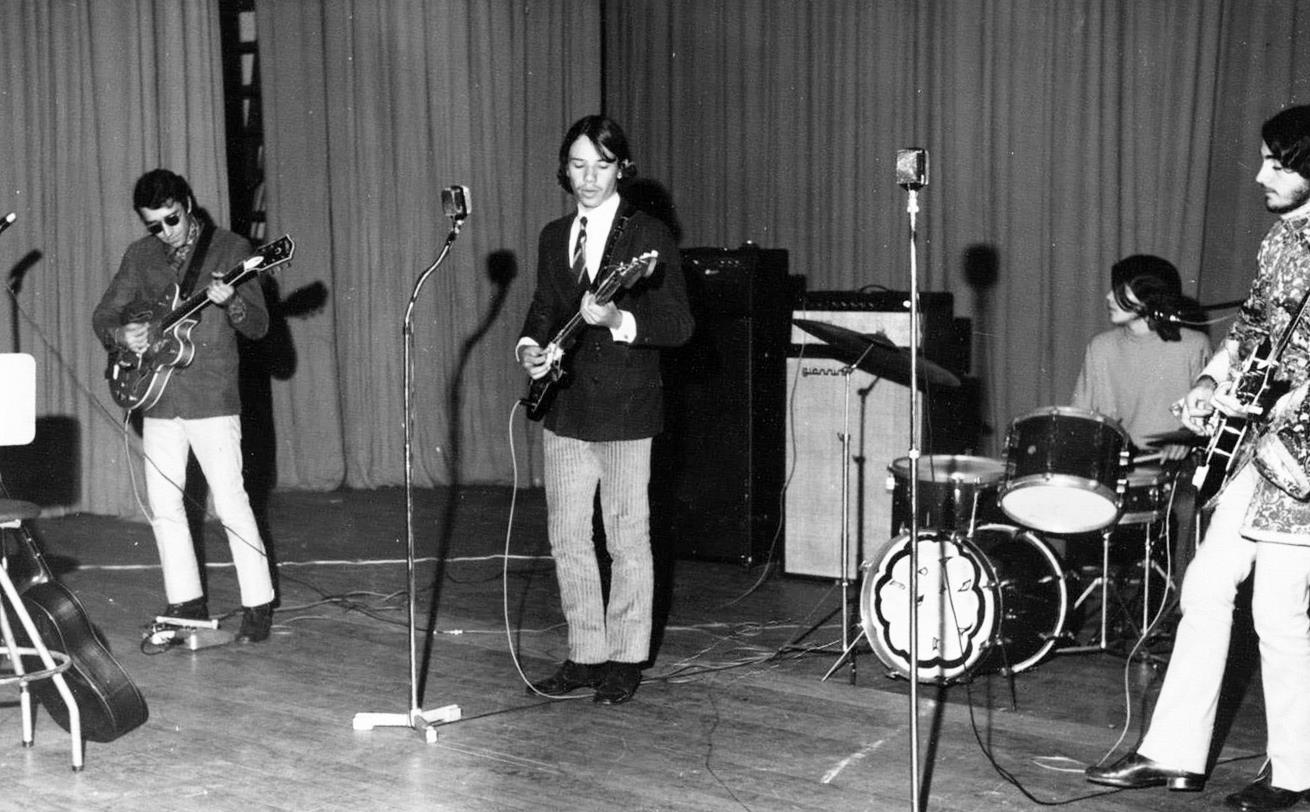
1969 Sic Sunt Res - Baxinho na Bateria